# Forte VFX1

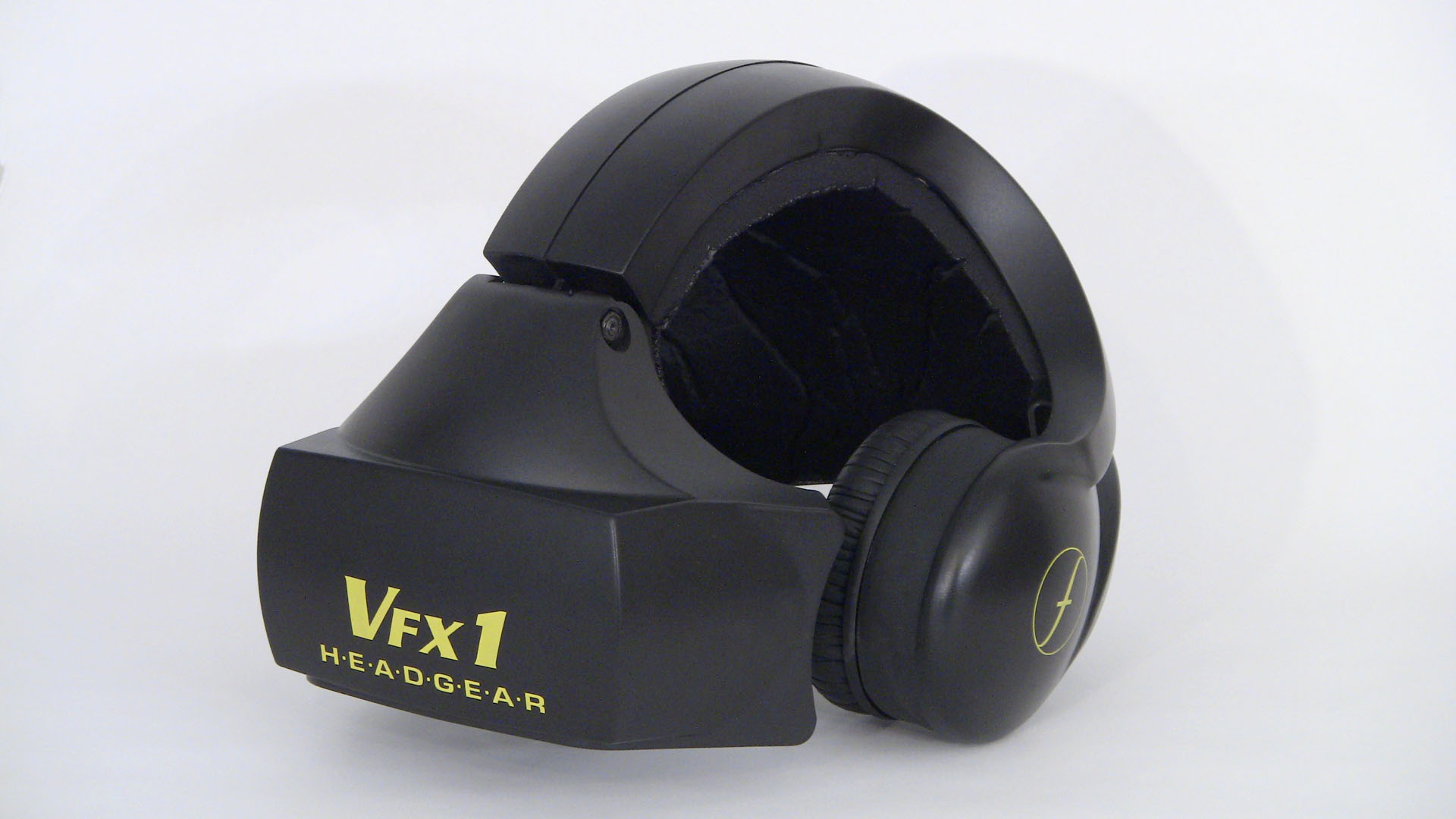
Forte VFX1 Headgear

Forte VFX1 Headgear ist ein Virtual Reality-Helm, der 1994 vom US-amerikanischen Unternehmen Forte auf der CES in Las Vegas vorgestellt wurde. Er verfügte über ein Head-Mounted Display (HMD) mit Headtracking-Funktion (6 Freiheitsgrade), zwei Kopfhörermuscheln des österreichischen Herstellers AKG sowie ein Mikrofon. Darüber hinaus befand sich der so genannte Cyberpuck im Lieferumfang, ein Eingabegerät, das in der Hand gehalten wurde und über Beschleunigungssensoren verfügte (zwei Achsen).
Mit einem Neupreis von 1.800 DM war der VFX1 einer der ersten VR-Helme, welche preislich für Endverbraucher erschwinglich waren. Für professionelle Systeme waren seinerzeit meist fünfstellige Beträge zu zahlen. Der Helm fand seinerzeit ein relativ großes Interesse in einschlägigen PC-Spielemagazinen. Auch fanden sich einige Spielehersteller, welche den VFX1 unterstützten, z. B. Origin Systems mit System Shock.

## Hardware

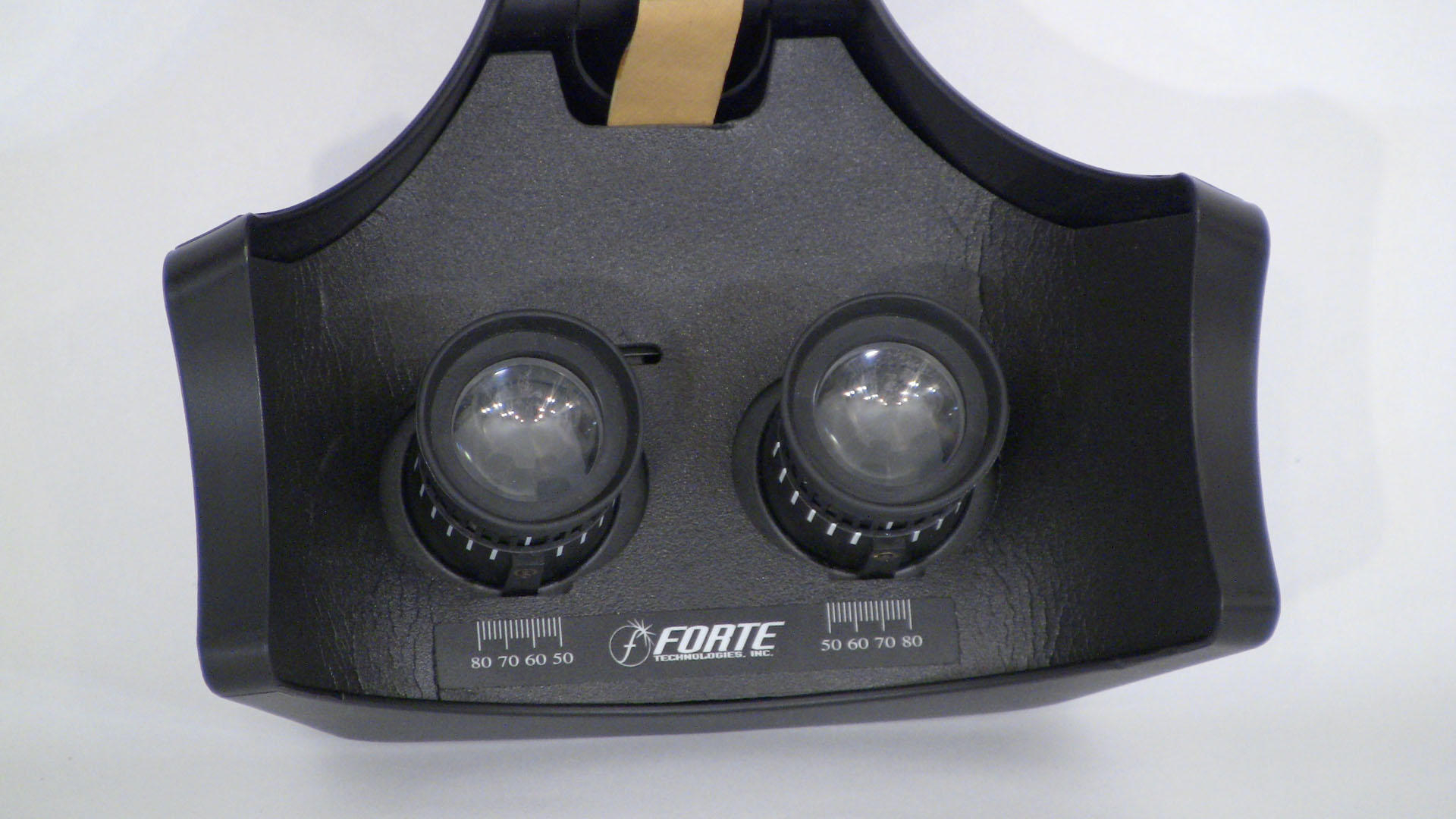
Linsen auf der Innenseite des Helms

Der Helm wird über die so genannte access.bus-Karte mit dem PC verbunden. Dabei handelt es sich um eine Steckkarte für den seinerzeit verbreiteten ISA-Slot, welche volle Baulänge aufweist. Der 26-polige Stecker des Helm-Anschlusskabels wird dabei mit der entsprechenden DB26-Schnittstelle am Slotblech verbunden.
Die Schnittstelle überträgt analoge RGB-Videodaten für die beiden Helm-Displays getrennt, analogen Stereoton für die Kopfhörer, sowie analogen Mono-Mikrofonton. Zudem stellt sie eine bidirektionale serielle Datenverbindung zwischen Helm und access.bus-Karte her. Über diese Verbindung werden die Trackingdaten von Helm und Puck übertragen, auch ist es der access.bus-Karte beispielsweise möglich, die Monitor-Displays im Helm ein- und auszuschalten. Hardwareseitig basiert die Verbindung auf dem I²C-Bus, softwareseitig wird allerdings ein spezielles Protokoll verwendet.
Die DB26-Verbindung ist wie folgt belegt:
| PIN | Belegung                                 |
| --- | ---------------------------------------- |
| 1   | Tonsignal (+) Linke Ohrmuschel           |
| 2   | Bildsynchronisation Links                |
| 3   | Mikrofon – Signal                        |
| 4   | Mikrofonspeisung                         |
| 5   | Bildsignal Rechter Monitor Rot – Masse   |
| 6   | Bildsignal Rechter Monitor Grün – Masse  |
| 7   | Tonsignal (+) Rechte Ohrmuschel          |
| 8   | Serielles Taktsignal                     |
| 9   | Serielle Datenverbindung                 |
| 10  | +6 V                                     |
| 11  | Tonsignal (−) Linke Ohrmuschel           |
| 12  | Bildsignal Linker Monitor Blau – Signal  |
| 13  | Bildsignal Linker Monitor Grün – Signal  |
| 14  | Bildsignal Linker Monitor Rot – Signal   |
| 15  | Bildsignal Rechter Monitor Grün – Signal |
| 16  | Bildsignal Rechter Monitor Blau – Masse  |
| 17  | Tonsignal (−) Rechte Ohrmuschel          |
| 18  | +5 V                                     |
| 19  | Masse                                    |
| 20  | Bildsignal Linker Monitor Blau – Masse   |
| 21  | Bildsignal Linker Monitor Grün – Masse   |
| 22  | Bildsignal Linker Monitor Rot – Masse    |
| 23  | Bildsignal Rechter Monitor Rot – Signal  |
| 24  | Bildsignal Rechter Monitor Blau – Signal |
| 25  | Bildsyncronisation Rechts                |
| 26  | Masse                                    |

Im PC wird die access.bus-Karte über ein internes Kabel mit dem VESA Feature-Connector der Grafikkarte verbunden. Der Cyberpuck wird über ein Kabel an den Helm angeschlossen, die Stromversorgung des Systems erfolgt vollständig durch die access.bus-Karte. Kopfhörer und Mikrofon wurden über die Karte mit der Soundkarte des PC verbunden, dazu wurde eine Verbindung zwischen Soundkarte und access.bus-Karte über ein externes Loop-Kabel hergestellt.
Die beiden hintergrundbeleuchteten Displays der Firma Kopin weisen eine Auflösung von 263 × 230 Pixeln auf, was unterhalb der damals verbreiteten 320 × 200 Pixeln liegt. Die Konfiguration der access.bus-Karte erfolgt über Jumper (I/O-Adresse) und Software (Hardwareinterrupt).

## Software
Die Unterstützung durch Spiele erfolgte seinerzeit idealerweise durch eine direkte Ansteuerung durch die Anwendung. Alternativ wurde von Forte das Programm VRMouse zur Verfügung gestellt, welches die Headtrackingdaten in Mausbewegungen und Tastatureingaben übersetzte. Später wurde seitens Forte noch ein SDK für die Zusammenarbeit mit Windows 95 und DirectX bereitgestellt.

### Spiele mit nativer VFX1-Unterstützung
(Quelle:)
- 3D Animals
- 3D Sports
- 3D Tour
- 3D Anatomy
- Comanche 3
- Dark Forces
- Dark Forces 2
- Descent
- Descent II
- Duke Nukem 3D
- EF2000
- Flight Unlimited
- Flight Unlimited II
- Hexen
- Hexen II
- Jane’s A.T.F
- Locus
- Madspace
- Magic Carpet
- Magic Carpet 2
- Malice
- Marine Fighters
- Mech Warrior 2
- Mech Warrior Mercenaries DOS
- MS Windows '95 Game SDK
- Quake
- Quake II
- Redneck Rampage
- Rise of the Triad
- Shattered Steel
- Storm Fighter
- Strife
- Suckin' Grits on Route 66
- Super Karts
- System Shock Enhanced CD
- Tekwar
- The Terminator: Future Shock
- The Terminator: Skynet
- TerraNova
- U.S. Navy Fighters
- Witchaven
- Witchaven II
- X-Men: Ravages of Apocalypse
- Z.A.R.
- Zephyr

### Anwendungen mit nativer VFX1-Unterstützung
- 3D Ware
- Mind Render VREK
- Virtual Studio for Autodesk
- Viscape
- Visualiser
- World Toolkit[2]

## Probleme, Scheitern sowie Neubeginn
Der VFX1 war einer der ersten ernsthaften Versuche, VR-Anwendungen im klassischen Sinne für den Heimanwender zu ermöglichen. Allerdings muss dieser Versuch als gescheitert angesehen werden. Die Gründe sind einerseits der recht hohe Preis. Der VFX1 war für einen Helm dieser Klasse zwar sehr günstig, aber dennoch fast so teuer wie ein neuer PC. Am Helm selbst wurde die sehr niedrige Auflösung kritisiert, welche noch unterhalb der damals gängigen 320 × 200 Pixel lag. Das Bild wurde so recht grob und matschig dargestellt, und in vielen Anwendungen ließ sich Text nur schwer entziffern.
Softwareseitig ist die recht hohe Anzahl an Programmierern und Softwarehäusern überraschend, welche Forte für die Unterstützung des VFX1 gewinnen konnte.
Problematisch war aber oft die PC-Hardwarearchitektur und teilweise ihre Implementation durch die Massenhersteller, was den Betrieb des VFX1 torpedierte. So waren beispielsweise auf vielen Grafikkarten die VESA Feature-Connectoren nicht 100 % zum Standard kompatibel oder mussten erst per Jumper oder Software aktiviert werden. Forte selbst gelang es nicht, unter dem damals für Spiele genutzten DOS ein funktionierendes Headtracking zu implementieren, ohne auf den EMM386.EXE-Treiber zurückzugreifen. DOS konnte ursprünglich nur 640 KB RAM ansprechen; darüber hinaus gab es verschiedene Tricks und Standards. Der VFX1 war auf den EMM386-Standard angewiesen, welcher aber langsam vom Markt verschwand, und welcher durch das Laden des Treibers oft sorgfältig ausgetüftelte und optimierte DOS-Speicheraufteilungen durcheinanderbrachte.
Ein VFX1-Kunde musste also neben 1.800 DM noch zusätzlich einiges an Zeit aufwenden, um eine funktionierende Konfiguration zum Laufen zu bekommen, z. T. war noch eine neue Grafikkarte fällig.
Forte ging in den 1990er Jahren bankrott. Aus den weiteren Überresten (Aus dem Anlagevermögen) der Firma wurden für rund 60.000 US-$ ein Auskauf gestartet. Mit diesen Mitteln ging 1997 die Nachfolgerfirma Kaotech Corporation hervor. Auch gibt es Informationen das eine gewisse VR Acquisition Corp. 1997 (wahrscheinlich zusätzlich) das Vermögen der Forte Technologies aufkaufte, Forte soll in diesem Besitz auch von Kopin, dem aktuellen Mikrobildschirm Lieferanten, gesteuert worden sein. Hier sind keine genauen Aufzeichnungen mehr vorhanden. Die Firma wurde kurze Zeit später, im Jahre 1997 oder 1998, in Interactive Imaging Systems, das heutige Vuzix, umbenannt. Möglicherweise hat hier der langjährige Mitarbeiter und Vertraute Grant Russel, jetziger Finanzvorstand und Vizepräsident der Vuzix Corp., geholfen, da er im Jahre 2010 bei der Firma Interactive Imaging Systems immer noch als Principal (GF) verzeichnet war. Vuzix vermarktete den VFX1 zunächst weiter und beschäftigte sich in ihrer Anfangszeit mit der Entwicklung von Displaykomponenten für Nachtsichtgeräte im Auftrag von Raytheon. Später wurden verbesserte Varianten des VFX1 vorgestellt. Heute ist die Entwicklung von Augmented-Reality-Brillen (Wrap 920AR) ein wichtiges Geschäftsfeld von Vuzix.